# Любовь (фильм, 2015)
«Любовь» (англ. Love) — французский драматический 3D-фильм, снятый Гаспаром Ноэ по собственному сценарию. Мировая премьера ленты состоялась 20 мая 2015 года на Каннском кинофестивале 2015.
В России фильм не получил прокатного удостоверения, но активно демонстрировался на фестивалях.

## Сюжет
Похмельный Мерфи, начинающий кинорежиссёр, просыпается 1 января в своей парижской квартире от телефонного звонка. Рядом с ним в постели спит блондинка Оми — женщина, которую он не любит, но с которой вместе живёт, поскольку она — мать его сына Гаспара. Парень до сих пор страстно любит свою бывшую девушку — художницу Электру. Она бросила Мерфи после того, как узнала, что Оми ждёт от него ребёнка. По телефону парень выслушивает сообщение, оставленное матерью Электры, обеспокоенной, что от дочери два месяца нет никаких вестей. Оно будит в Мерфи мучительные воспоминания о времени, когда он был счастлив, — о времени, проведённом вместе с Электрой.

## В ролях
- Карл Глусман — Мерфи
- Аоми Муйок — Электра
- Клара Кристин — Оми
- Арон Пейджес (Гаспар Ноэ) — Ноэ
- Хуан Сааведра — Хулио
- Венсан Мараваль — Кастель
- Бенуа Деби
- Стелла Роча — Мама
- Дебора Реви — Павла

## Производство

### Подбор актёров
«Любовь» является дебютом двух главных актрис фильма Аоми и Клары, которых режиссёр встретил в клубе. А Карла Глусмана, сыгравшего роль Мерфи, Гаспар Ноэ нашёл через общего друга.

### Съёмки
Съёмки проходили, главным образом, в Париже. Большинство сексуальных сцен в фильме представляют собой импровизацию.

## Выпуск
За неделю до премьеры фильма на Каннском кинофестивале в 2015 году компания Alchemy приобрела права на его распространение в США. В Каннах фильм был показан 20 мая 2015 в разделе Midnight Screenings и поразил критиков большим количеством реалистичных сексуальных сцен. Также лента была выбрана для показа в секции «Гала-премьеры» на Одесском международном кинофестивале 2015, а также в секции «Авангард» на международном кинофестивале в Торонто 2015.

### В России
В сентябре 2015 года Министерство культуры России отказало в выдаче прокатного удостоверения фильму из-за, по словам чиновников, «многочисленных сцен порнографического характера». Ожидалось, что компания Premium Film выпустит «Любовь» в российский прокат 3 сентября. Представитель компании заявила, что для проката будут использованы «софт-материалы» (кадры, в которых прямо демонстрируются половые органы и половой акт, будут вырезаны или заретушированы). Кроме того, фильм должен был быть выпущен с возрастным ограничением 18+ и появиться только на ночных киносеансах. Тем не менее фильм демонстрировался на экранах российских кинотеатров в рамках фестивальных показов.

### В других постсоветских странах
В Грузии по факту демонстрации фильма было возбуждено уголовное дело, поскольку его содержание признано порнографическим.

## Восприятие
Фильм «Любовь» получил смешанные отзывы критиков. На сайте Rotten Tomatoes фильм имеет 39 % рейтинг, основанный на 88 рецензиях критиков, а его средний балл составляет 4,9/10. На Metacritic фильм получил 51 балла из 100, которые основаны на 27 рецензиях, что означает «смешанные, или средние отзывы».